# Fundamental Love
Singles de Every Little Thing
Grip!
(2003) Mata Ashita
(2003)
Fundamental Love (ファンダメンタル・ラブ) est le 24e single d'Every Little Thing.

## Présentation
Le single sort le 30 juillet 2003 au Japon sur le label Avex Trax, cinq mois après le précédent single du groupe, Grip!. Il atteint la 9e place du classement des ventes hebdomadaire de l'Oricon, et reste classé pendant sept semaines. Il est alors le single le moins vendu du groupe. 
La chanson-titre a été utilisée comme thème musical pour une publicité pour la marque Morinaga. Elle figurera d'abord sur la compilation de singles du groupe Every Best Single 2 qui sortira un mois plus tard, puis sur son sixième album Commonplace qui sortira en mars 2004 ; elle sera aussi présente sur sa compilation de singles Every Best Single - Complete de 2009. Le titre en "face B" est une version live enregistrée en public de la chanson Nostalgia parue huit mois auparavant sur son maxi-single Untitled 4 Ballads. Le single contient aussi la version instrumentale de la chanson-titre.

## Liste des pistes
Toutes les paroles sont écrites par Kaori Mochida.
| CD    | CD                                                           | CD                                         | CD    | CD | CD | CD | CD | CD | CD |
| No    | Titre                                                        | Musique / Arrangements                     | Durée |    |    |    |    |    |    |
| ----- | ------------------------------------------------------------ | ------------------------------------------ | ----- | -- | -- | -- | -- | -- | -- |
| 1.    | Fundamental Love (ファンダメンタル・ラブ)                    | Kunio Tago / Tasuku, Ichiro Ito            | 4:19  |    |    |    |    |    |    |
| 2.    | Nostalgia (2003614 Version) (nostalgia (2003614 version))    | Kazuhito Kikuchi / Nobuhito Tanahashi, Ito | 6:00  |    |    |    |    |    |    |
| 3.    | Fundamental Love (Instrumental) (ファンダメンタル・ラブ ...) | Kunio Tago / Tasuku, Ichiro Ito            | 4:23  |    |    |    |    |    |    |
| 14:42 |                                                              |                                            |       |    |    |    |    |    |    |